# Brough (East Riding of Yorkshire)
Brough [brʌf] ist eine Kleinstadt in der englischen Unitary Authority East Riding of Yorkshire. Gemäß Volkszählung besaß Brough im Jahre 2001 insgesamt 7000 Einwohner.

## Geografie
Brough befindet sich etwa 15 km westlich von Kingston upon Hull am Nordufer des Humberästuars.

## Wirtschaft und Infrastruktur
Der wichtigste Arbeitgeber war im 20. Jahrhundert die Luftfahrtindustrie mit eigenem Werksflugplatz, das Brough Aerodrome, heute neben einem verkleinerten Flugzeugbau-Standort ein Industriepark.

### Verkehr

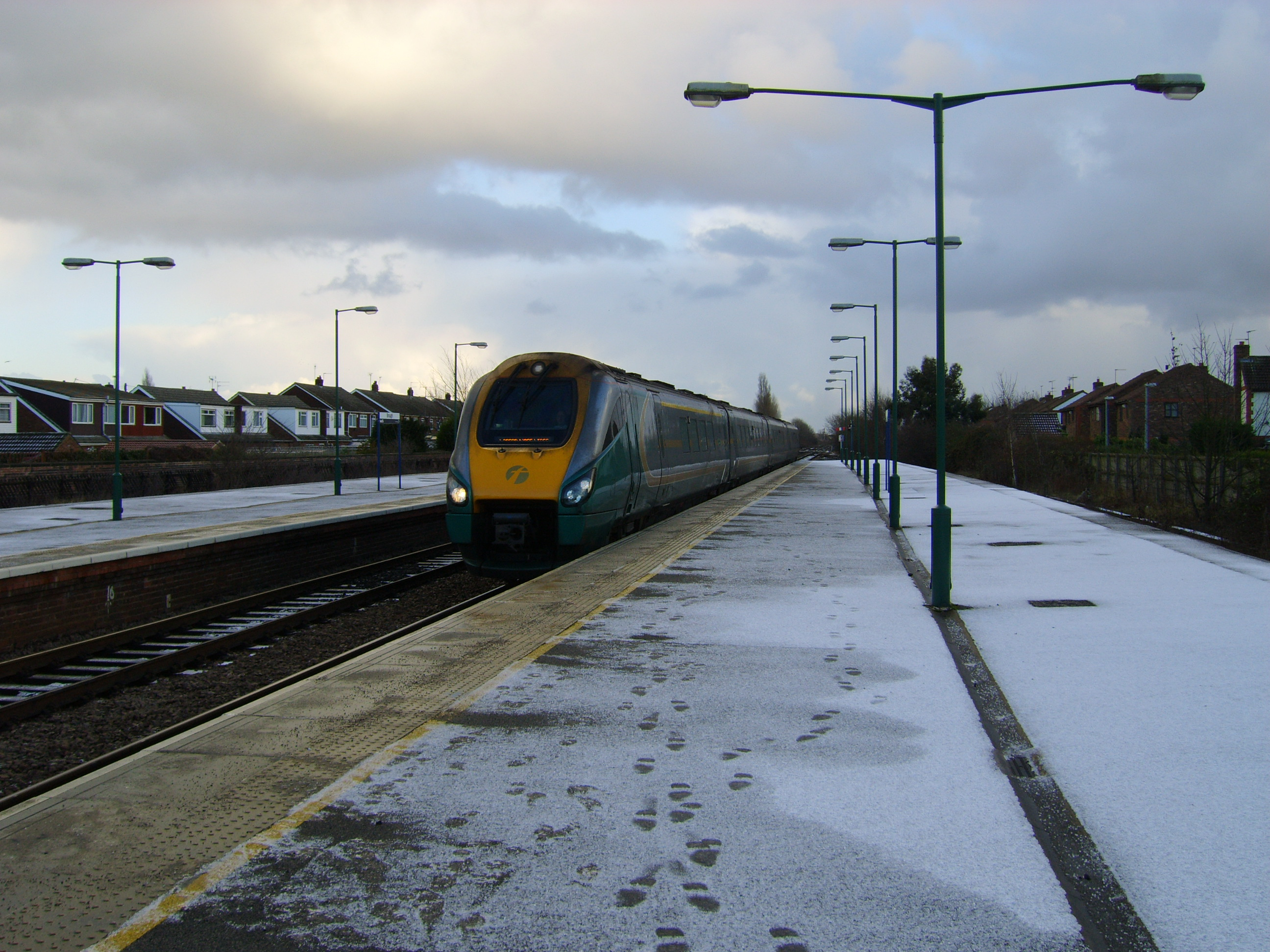
Bahnhof Brough

Nördlich führt die A-Straße A63 an der Stadt vorbei und setzt sich etwa 8 km weiter westlich als M62 in Richtung Manchester und Liverpool fort, einer wichtigen Ost-West-Achse in Großbritannien.
Brough befindet sich an der Bahnlinie von Hull nach Selby und York bzw. Doncaster. Direktverbindungen nach London existieren mit First Hull Trains und East Coast. First TransPennine Express bietet unter anderem Verbindungen nach Leeds, Manchester, zum Flughafen Manchester und Liverpool an. Northern Rail bedient die Strecke nach York, Leeds, Doncaster und Sheffield. Im Osten enden alle Züge am Bahnhof Hull Paragon, wo man Anschluss Richtung Scarborough über die Yorkshire Coast Line hat.

## Persönlichkeiten
- Jess Park (* 2001), Fußballspielerin